# Литературна награда „Аспекте“
Литературната награда „Аспекте“ (на немски: aspekte-Literaturpreis), наречена на едноименното културно предаване на телевизия ZDF, се присъжда ежегодно за най-добра немскоезична дебютна творба.
Журито е съставено от литературни критици от Австрия, Швейцария и Германия.
Наградата възлиза на 10 000 € (до 2007 г. – на 7500 €)

## Носители на наградата (подбор)
- Ханс-Йозеф Ортхайл (1979)
- Томас Хюрлиман (1981)
- Херта Мюлер (1984)
- Барбара Хонигман (1986)
- Ерих Хакл (1987)
- Инго Шулце (1995)
- Фелицитас Хопе (1996)
- Кристоф Петерс (1999)
- Андреас Майер (2001)
- Томас Щангл (2004)
- Йенс Петерсен (2005)
- Ойген Руге (2011)